# Vương tộc Na Uy

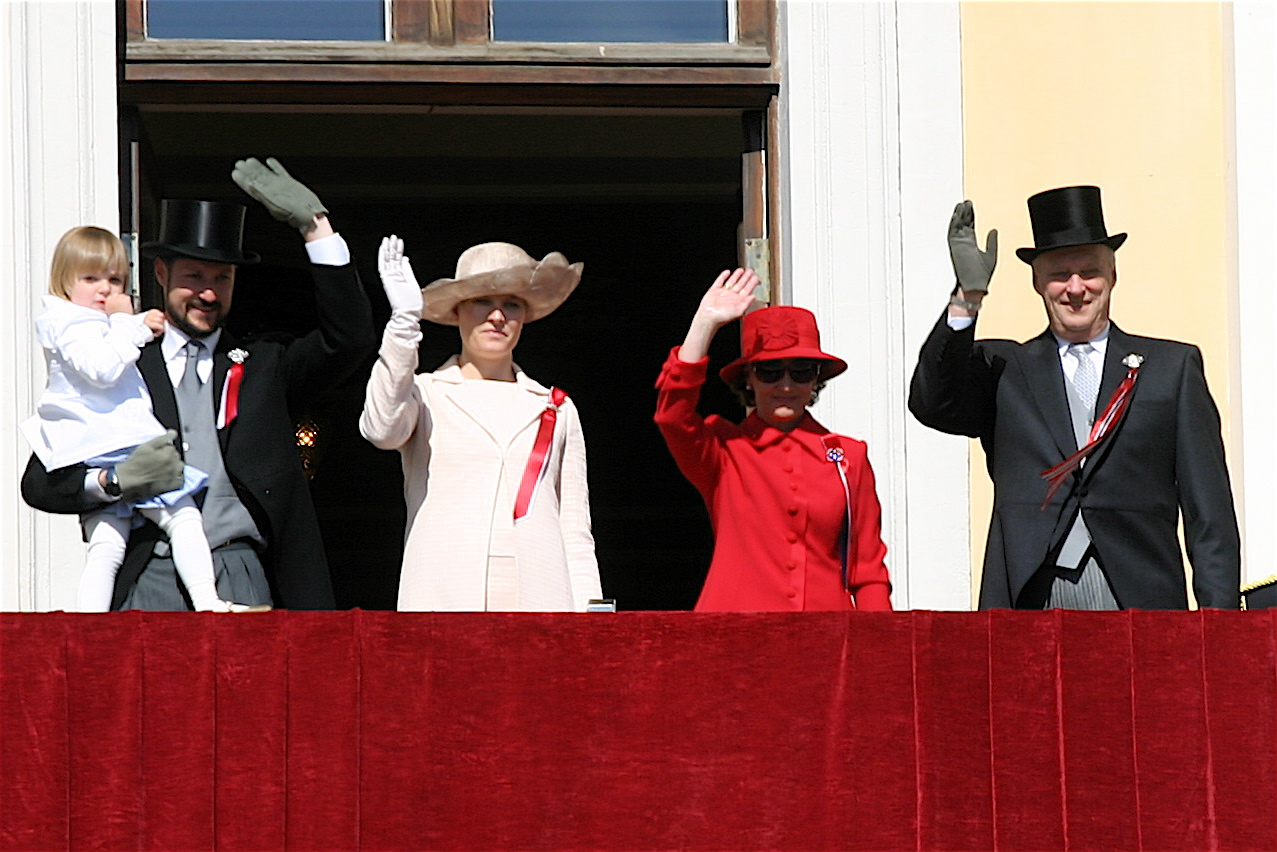
Vương Gia Na Uy vào năm 2007. Từ trái sang: Vương nữ Ingrid Alexandria, Vương Thái tử Haakon, Vương Thái tử phi Mette-Marit, Vương hậu Sonja and Vua Harald V

Trong quá khứ lẫn hiện tại, Vương tộc Na Uy ám chỉ gia tộc của quân chủ Na Uy. Năm 1905, liên minh Thụy Điển - Na Uy cáo chung, Vương tử Carl của Nhà Glücksburg được chọn làm quân chủ Na Uy (hiệu là Haakon VII), cấu thành nên vương tộc hiện tại.
Ở Na Uy, cần phân biệt giữa kongehuset và kongelige familie. Kongehuset bao gồm quân chủ, phối ngẫu của quân chủ, trữ quân, phối ngẫu của trữ quân, và con cả của trữ quân. Trong khi đó, kongelige familie bao gồm tất cả người con của quân chủ và phối ngẫu của họ, tất cả người cháu của quân chủ và tất cả anh - chị - em của quân chủ. Trong Tiếng Anh, kongehuset được dịch ra là Royal House, trong khi kongelige familie được dịch là royal family. Cả House và family trong tiếng Việt có thể ám chỉ đến gia đình, dòng họ. Dòng họ thì đồng nghĩa với gia tộc. Dựa vào các định nghĩa như trên, có thể dịch kongehuset là Vương Gia, trong khi kongelige familie là Vương tộc.
Hiện tại, cả Vương Gia và Vương tộc Na Uy đều có được sự tín nhiệm cao trong dân chúng nước này.

## Lịch sử
Câu chuyện của nền quân chủ Na Uy có thể bắt đầu từ sự thống nhất và thành lập Na Uy cũng như vị vua đầu tiên của nước này - Harald I của vương triều Fairhair. Năm 1163, Đạo luật Kế vị Na Uy được công khai lần đầu, tạo ra khuôn mẫu pháp lý cho việc cho phép một, và chỉ một quân chủ cũng như vương tộc cai trị Na Uy và duy trì điều này thông qua thừa kế.
Vào giai đoạn cuối Trung cổ, ba nước Na Uy - Thụy Điển - Đan Mạch có chung một vị quân chủ thông qua Liên minh Kalmar. Năm 1523, Thụy Điển rời khỏi liên minh, nhưng Na Uy và Đan Mạch vẫn ở lại. Giai đoạn 1536-1537, nhà nước chung Đan Mạch - Na Uy được tái lập, cai trị bởi Nhà Oldenburg đóng đô tại Copenhagen. Đến năm 1814, Na Uy bị sáp nhập vào Thụy Điển sau khi nhà nước chung Đan Mạch - Na Uy bị đánh bại trong các cuộc chiến của Napoleon, dẫn đến việc ký kết Hòa ước Kiel. Cũng trong năm này, Na Uy có được một nền độc lập với một quân chủ nội địa, nhưng sớm phải gia nhập vào một liên minh mới với Thụy Điển và chịu sự cai trị của Nhà Bernadotte.
Năm 1905, Na Uy hoàn toàn độc lập. Sau một cuộc trưng cầu dân ý, quốc gia này quyết định giữ lại nền quân chủ. Quân chủ đầu tiên là vua Haakon VII (sinh ra ở Đan Mạch), vương hậu đầu tiên là Maud - Vốn là vương nữ của Anh. Từ đó, các hậu duệ của vua Haakon VII đã thành lập nên vương tộc Na Uy hiện tại.
Thông qua hôn nhân cũng như các liên minh trong lịch sử, vương tộc Na Uy có mối liên hệ mật thiết đến các vương tộc của Thụy Điển và Đan Mạch. Sợi dây liên kết trực tiếp của vương tộc Na Uy cũng đang tiến gần hơn đến vương tộc Hy Lạp (hiện không còn nắm giữ nền quân chủ Hy Lạp kể từ khi nước này tiến lên nền cộng hòa vào năm 1973) và vương tộc Liên hiệp Anh.
Quân chủ hiện tại của Na Uy là vua Harald V, là hậu duệ của tất cả bốn vị vua của Nhà Bernadotte (1818-1905). Nhà Bernadotte là vương tộc Na Uy trước Nhà Glücksburg hiện tại, nên vua Harald V cũng là vị quân chủ Na Uy đầu tiên là hậu duệ của tất cả các vị quân chủ Na Uy từ năm 1818.

## Các thành viên
Vương Gia bao gồm các thành viên:
- Vua Harald V (quân chủ) 
Vương hậu Sonja (phối ngẫu của quân chủ)
  - Vương Thái tử Haakon (trữ quân) 
 Vương Thái tử phi Mette-Marit (phối ngẫu của trữ quân)
    - Vương tôn nữ Ingrid Alexandra của Na Uy (con cả trữ quân)

Vương tộc bao gồm các thành viên còn sống chia sẻ huyết thống với quân chủ:
- Vương tử Sverre Magnus của Na Uy (cháu trai của quân chủ)
- Vương nữ Märtha Louise của Na Uy (con gái của quân chủ)
  - Maud Angelica Behn (cháu gái của quân chủ)
  - Leah Isadora Behn (cháu gái của quân chủ)
  - Emma Tallulah Behn (cháu gái của quân chủ)
- Vương nữ Astrid, Bà Ferner (chị gái của quân chủ)

Các thành viên thuộc về Vương tộc nhưng đã qua đời bao gồm:
- Vương hậu Maud (bà nội của quân chủ hiện tại; qua đời năm 1938)
- Märtha của Thụy Điển (mẹ của quân chủ hiện tại; qua đời năm 1954)
- Vua Haakon VII (ông nội của quân chủ hiện tại; qua đời năm 1957)
- Vưa Olav V (cha của quân chủ hiện tại; qua đời năm 1991)
- Vương nữ Ragnhild, Bà Lorentzen (chị gái của quân chủ hiện tại; qua đời năm 2012)
- Johan Ferner (anh rể của quân chủ hiện tại; qua đời năm 2015)
- Ari Behn (con rể từ 2002 đến 2017 của quân chủ hiện tại, qua đời năm 2019)
- Erling Lorentzen (anh rể của quân chủ hiện tại, qua đời năm 2021)

## Huy hiệu Nhà Vua
Giữ nguyên các họa tiết từ huy hiệu của các vị vua Na Uy thời Trung cổ, quốc huy Na Uy là một trong những quốc huy lâu đời nhất của châu Âu. Hiện tại, quốc huy Na Uy cũng chính là huy hiệu của Nhà Vua và Vương Thái tử nước này.
Ngược dòng lịch sử, vua Håkon Già (1217-1263) đã sử dụng huy hiệu có họa tiết bao gồm một tấm khiên và một con sư tử. Năm 1280, vua Eirik Magnusson cho vẽ thêm vào huy hiệu họa tiết vương miện và một cây rìu bạc trên tay con sư tử - Cây rìu được dùng để giết Thánh Olav (một vị thánh tử đạo) trong trận Stiklestad vào năm 1030.
Họa tiết trong huy hiệu thay đổi theo năm tháng cùng với dòng thay đổi các trào lưu thiết kế huy hiệu. Cuối thời Trung Cổ, cán của cây rìu dần dài ra và trông giống phủ thương. Phần cán thường được uốn cong để vừa vặn trong họa tiết tấm khiên và đồng xu khắc họa huy hiệu. Năm 1844, việc kiểm định họa tiết trong huy hiệu lần đầu tiên xuất hiện. Huy hiệu chính thức mới, thông qua bởi một đạo luật do chính nhà vua ký tên, loại bỏ họa tiết phủ thương và thay thế bằng họa tiết cây rìu ngắn hơn. Năm 1905, huy hiệu chính thức của Nhà Vua và chính quyền thay đổi thêm một lần nữa: lấy lại họa tiết thời Trung Cổ, với một chiếc khiên hình tam giác và một con sư tử được vẽ ngay thẳng hơn.
Khi thể hiện trên cương vị là huy hiệu của Nhà Vua hay huy hiệu của Vương Thái tử, quốc huy của Na Uy sẽ được bổ sung thêm một số họa tiết: Quốc huy sẽ được "đeo" Vương Huân chương Thánh Olav, "khoác" một chiếc Vương bào bằng lông chồn Ecmin (màu tím đối với huy hiệu của Nhà Vua, màu đỏ đối với huy hiệu của Vương Thái tử), và "đội" vương miện của Nhà Vua hoặc của Vương Thái tử.
Tuy nhiên, nhà vua không thường xuyên sử dụng huy hiệu. Thay vào đó, monogram (họa tiết chữ lồng) của nhà vua được sử dụng rộng rãi, chẳng hạn như trên quân hàm hay đồng xu.

Quốc huy Na Uy
Huy hiệu Nhà Vua Na Uy
Huy hiệu Vương Thái tử Na Uy

Monogram biểu trưng Vua Haakon VII của Na Uy
Monogram biểu trưng Vương hậu Maud của Na Uy
Monogram biểu trưng Vua Olav V của Na Uy
Monogram biểu trưng Vương nữ Martha của Na Uy
Monogram biểu trưng Vua Harald V của Na Uy
Monogram biểu trưng Vương hậu Sonja của Na Uy
Monogram biểu trưng Vương Thái tử Haakon của Na Uy
Monogram biểu trưng Vương nữ Ingrid Alexandra của Na Uy
Monogram biểu trưng Vương tử Sverre Magnus của Na Uy